# Спасенија Цана Бабовић
Спасенија Цана Бабовић (рођ. Ћуковић; Лазаревац, 25. март 1907 — Београд, 17. децембар 1977) била је револуционарка, учесница Народноослободилачке борбе, друштвено-политичка радница СФРЈ и СР Србије, јунак социјалистичког рада и народни херој Југославије.
Као млада текстилна радница 1927. је постала члан Савеза комунистичке омладине Југославије (СКОЈ), а наредне године члан Комунистичке партије Југославије (КПЈ). Убрзо потом постала је члан Месног комитета СКОЈ-а за Београд и Покрајинског комитета СКОЈ-а за Србију. Била је активна у синдикату текстилних радника.
Након увођења Шестојануарске диктатуре 1929. и провале у месну организацију КПЈ у Београду, радила је на њеном обнављању. Од 1928. до 1937. обављала је разне партијске дужности — била је члан Месног комитета за Београд, Обласног комитета у Крагујевцу и др. Активно је радила на стварању Народног фронта, а као организатор радничких штрајкова, хапшена је и прогањана од полиције 1930, 1932. и фебруара и јула 1937, када је подвргнута страховитом мучењу, услед чега је и носилац Партијског признања „Херој ћутања” (она и Крсто Попивода су једини носиоци овог признања). Фебруара 1938. од Суда за заштиту државе осуђена је на две године затвора.
Након изласка из пожаревачког затвора, 1939. постала је члан Покрајинског комитета КПЈ за Србију, а на Петој земаљској конференцији КПЈ октобра 1940. изабрана је за члана Централног комитета КП Југославије. Након окупације Југославије, 1941. као члан Покрајинског комитета и Војне комисије при Покрајинском комитету била је један од најистакнутијих организатора устанка у Србији.
У току Народноослободилачког рата деловала је најпре у окупираном Београду, а од јесени 1941. налазила се на ослобођеној територији. Марта 1942. постављена је за заменика политичког комесара Друге пролетерске бригаде, али је августа 1942. прешла на политички рад при ЦК КПЈ, где је била задужена за рад са женама. На Првом конгресу АФЖ Југославије, децембра 1942. изабрана је за члана Председништва АФЖ, а на Другом заседању АВНОЈ-а, новембра 1943. за члана Председништва АВНОЈ. На Оснивачком конгресу КП Србије, маја 1945. изабрана је у Политбиро ЦК КПС.
После ослобођења, налазила се на разним одговорним дужностима. Била је председница Централног одбора АФЖ Југославије, министар и потпредседник Владе НР Србије, члан ЦК СК Југославије и Извршног комитета ЦК СК Србије, члан Савета федерације и др. Сахрањена је у Алеји заслужних грађана на Новом гробљу у Београду.

## Биографија
Рођена је 25. марта 1907. године у Лазаревцу. Њени родитељи Васа и Стамена Ћуковић (рођена Миловановић), поред Спасеније, имали су још троје деце — Животу, Бошка и Радмилу. Отац јој је пореклом био из села Радоиње, код Нове Вароши и у Лазаревац је дошао 1901. године, где је отворио пекарско-месарску радњу. Био је учесник Првог и Другог балканског рата, 1912—1913. године, а у току Првог светског рата, био је борац чувене Дринске дивизије. Из рата се вратио тек у пролеће 1919, после дужег лечења од тифуса у Бизерти.
Током боравка Спасенијиног оца у ратовима, бригу о породици је до 1915. водила њена мајка, након чега се разболела од тифуса и умрла. После мајчине смрти, Спасенијина браћа, Живота и Бошко, послати су у сиротиште у Београд, а она и млађа сестра Радмила прешле су код тетке у село Вреоце. Након очевог повратка, оне су се вратиле у Лазаревац, док су браћа отишла на учење заната у Србобран. У Лазаревцу је Спасенија, завршила основну (коју је због рата, више пута прекидала) и трогодишњу Женску занатско-индустријску школу. После завршетка школе, кратко време је радила у Лазаревцу, а 1926. је отишла у Београд, где је почела да ради као текстилна радница.

### Чланство у Комунистичкој партији
Прва сазнања о радничком покрету, Спасенија је добила као млада радница у Лазаревцу, заједно са старијим братом Животом, који је био члан радничког спортског клуба „Радник“. По доласку у Београд, Цана је постала чланица радничког Културно-уметничког друштва „Абрашевић“, преко кога је ступила у додир са члановима тада илегалних комунистичких организација — Савеза комунистичке омладине Југославије (СКОЈ) и Комунистичке партије Југославије (КПЈ). Априла 1927. Милорад Мића Марковић, тада члан Покрајинског комитета СКОЈ-а за Србију, примио је Спасенију Бабовић и њену другарицу и колегиницу Ружу Рашић, у чланство Савеза комунистичке омладине Југославије. Заједно са њима у истој скојевској ћелији деловали су Павле Ковачевић, који је био секретар ћелије, Јосип Цази, Иван Бријачек и други.
Становала је у Браничевској улици (данас у близини Храма Светог Саве) и у њеном стану су се често састајали многи тадашњи партијски и скојевски активисти, а касније познати револуционари, као нпр. — Александар Ранковић, Симо Миљуш, Стеван Чоловић, Отокар Кершовани и др. Активно је учествовала у свим акцијама, које је у то време организовали СКОЈ и КПЈ. Крајем 1928. била је први пут ухапшена и тада је око месец дана провела у притвору у Управи града Београда, тзв. злогласној „Главњачи“. Након хапшења, била је изабрана за члана Рејонског комитета СКОЈ-а за Врачар и примљена у чланство Комунистичке партије Југославије. Почетком 1929. постала је члан Покрајинског комитета СКОЈ-а за Србију, а августа исте године на Покрајинској конференцији СКОЈ-а за Србију, која је одржана на Звездари, изабрана је у Секретаријат ПК СКОЈ-а за Србију. Тада је веома активно сарађивала са Александром Ранковићем, Милошем Матијевићем, Стојаном Славнићем, Ружицом Рашић и Виктором Штерком, који су такође били чланови Секретаријата.
У пролеће 1929. удала се за Ибрахима Бабовића, младог геометра и истакнутог члана пожаревачке партијске организације, кога је упознала годину дана раније на једној забави поводом Конгреса просветно-уметничких група Независних синдиката. Након венчања, живели су у Пожаревцу, где је Ибрахим радио као службеник у Катастарској управи.

### Партијски рад 1929—1934.
У првим месецима 1929. године, након доношења Шестојануарске диктатуре, биле су разбијене многе партијске организације у читавој земљи, а најтеже је прошла партијска организација у Београду, где су ухапшени и многи чланови Покрајинског комитета КПЈ за Србију. Октобра 1929, по одлуци Централног комитета КПЈ, у Београд је из Пожаревца упућен Ибрахим Бабовић, са задатком да помогне Отокару Кершованију у раду на обнављању партијске организације Београда. Такође, њима двојици је на помоћ упућен и специјални делегат — инструктор ЦК КПЈ Алојз Коцмур, који је ухапшен фебруара 1930. године. Пред полицијски иследницима се слабо држао и одао је рад осталих комуниста, па су тада ухапшени Цана и Ибрахим, као и Цанина сестра Радмила и брат Живота, а нешто касније и Отокар Кершовани.
Ибрахим Бабовић је тада страшно мучен у Управи града Београда, а потом је изведен пред Државни суд за заштиту државе који га је у септембру 1929. осудио на 12 година затвора. Цана, која се налазила пред порођајем, је због недостатка доказа, краће време држана у притвору, а потом пуштена на слободу. Такође, Цанина сестра и брат су прошли са мањим казнама и убрзо су били пуштени. Маја 1930. Цана је родила сина Владимира.
Након хапшења супруга, Цана је наставила са партијским радом, а поново је ухапшена средином 1932, после хапшења Петка Милетића. Тада је поново због недостатка доказа држана неко време у притвору, а потом пуштена. Била је протерана у родно место, али се убрзо вратила у Београд. У овом периоду, током 1931—1933, партијска организација КПЈ у Београду, била је готово цела разбијена, а Цана је тада припадала групи комуниста, који су се у највећој илегалности самоиницијативно окупљали и развијали партијски рад. Када је децембра 1933. Благоје Паровић добио задатак од ЦК КПЈ да обнови партијску организацију у Београду и Србији, он се у раду на том задатку, највише ослањао на Цану Бабовић, Веселина Маслешу и још неке комунисте-студенте са Београдског универзитета. Јануара 1934. обновљен је рад Месног комитета КПЈ за Београд и она је постала његов члан. За веома кратко време, Месни комитет је нарастао на 13 партијских ћелија са око 80 чланова, а убрзо је формиран и Месни комитета СКОЈ-а. Веома активан партијски рад, прекинула је нова полицијска провала у јулу месецу, у којој је ухапшен велики број чланова КПЈ и СКОЈ. Цана је избегла хапшење и живела је у строгој илегалности, све до августа када је по одлуци ЦК КПЈ упућена у Совјетски Савез, на школовање.

### Револуционарни рад 1934—1937.
Августа 1934. одлуком Централног комитета КП Југославије одређена је да иде у Совјетски Савез на школовање у „Међународну лењинску школу”. Ову одлуку, саопштио јој је Благоје Паровић, а пасош и друге путне исправе набавила је преко композитора Војислава Вучковића. У Москву је стигла у септембру, и шест месеци је похађала курс „Лењинске школе“. Налазила се у групи југословенских комуниста којој је главни предавач био Родољуб Чолаковић. После завршетка школе, кратко време се налазила на пракси на Кавказу. Током боравка у Москви имала је прилику и да упозна Јосипа Броза Тита и проучавала материјале са Седмог конгреса Коминтерне, одржаног јула 1935. године. Крајем 1935. напустила је Совјетски Савез и на путу за Југославију, краће време боравила у Бечу, где је тада било средиште ЦК КПЈ.
Децембра 1935. дошла је у Београд, где се кратко задржала, због бојазни од хапшења и одмах потом је упућена од стране ЦК КПЈ у унутрашњост Србије са задатком да ради на организовању и јачању партијских организација на терену Крушевца, Ниша, Крагујевца, Јагодине, Чачка и Ужица. У Крушевцу, где се запослила као текстилна радница, живела је полуилегално, јер је била пријављена на девојачко презиме. Ту је постала члан Уједињеног радничког синдикалног савеза Југославије (УРССЈ) и убрзо изабрана за председника Секције текстилних радника. Током боравка у Крушевцу, активно је радила при Месном комитету КПЈ за Крушевац, као и при синдикалној организацији. Поред тога, заједно са Сретеном Жујовићем и Мирком Томићем, радила је и на стварању широког „антифашистичког фронта народне слободе“. Под њиховим утицајем, Месни комитет КПЈ за Крушевац је 24. маја 1936. организовао велики народни збор, који је одржан упркос забрани полиције и на коме је дошло до сукоба учесника збора и полиције. После збора, напустила је Крушевац и на кратко отишла у Београд, одакле је прешла у Крагујевац. Политички утицај на партију и синдикат у Крушевцу, осетио се нарочито током јуна месеца, када је организован штрајк кројачких радника и велики штрајк радница у фабрици сапуна „Мерима“.
По доласку у Крагујевац, активно је радила на обнови Месног комитета КПЈ за Крагујевац, чијим је радом привремено руководила све до децембра 1936. године. Поред партијске и синдикалне активности, била је активна и у широком спектру активности — организовању Народног фронта и добровољаца за Шпанију, као и раду Културно-уметничког друштва „Абрашевић“, Спортског друштва „Раднички“, организације „Црвеног крста“ и др. Била је иницијатор великог „збора за мир“, одржаног 11. новембра 1936. у организацији Секције жена Крагујевца. Средином 1936, у Крагујевац је дошао Сретен Жујовић са задатком ЦК КПЈ да формира Обласни комитет КПЈ који би, поред Крагујевца, обухватао и партијске организације Краљева, Чачка, Ужица, Крушевца, Јагодине, Ћуприје, Параћина и Свилајнца. Први чланови које је укључио у тај комитет били су Живота Ђурђевић и Цана Бабовић, а почетком 1937. су им се придружили — Мома Марковић, Крсто Попивода и Грга Јанкес. У овом комитету Цана је била задужена за партијске организације Крушевца и Краљева, где је често путовала.
Јануара 1937. послата је у Ниш, где је кратко боравила, јер јој је већ у фебруара запретила опасност од хапшења. Приликом напуштања Ниша, била је ухапшена, али је искористивши неопрезност агента који је ухапсио, успела да побегне и илегално се врати у Крагујевац. По повратку, наставила је да делује у Обласном комитету КПЈ, али пошто је опасност од хапшења била све већа, ЦК КПЈ је у мају, на предлог Сретена Жујовића, упутио у Сарајево са задатком да ради на обнови партијске организације. У Сарајево је стигла јуна 1937. са лажном легитимацијом на име Злате Досковић, текстилне раднице из Ужица. Пошто није била позната тамошњој полицији, могла је слободно живети и радити, а била је и политички активна.

### Хапшење и робија
Током Цаниног боравка у Сарајеву, у Крагујевцу је избила полицијска провала у којој је ухапшен велики број чланова КПЈ. Међу ухапшенима, био је и један од чланова Окружног комитета КПЈ — Живота Ђурђевић, који је услед полицијске тортуре иследницима одао имена осталих чланова комитета. На тај начин полиција је сазнала да се Цана налази у Сарајеву и тамо је отпутовао Ђорђе Космајац, агент београдске полиције, који је руководио њеним хапшењем, 13. јула 1937. године.
После хапшења, возом је у пратњи агената, пребачена у Крагујевац, где је саслушавана у згради Војног затвора. У две мале специјалне самице, које су биле без прозора и светлости, налазили су се Крсто Попивода и Цана Бабовић. И поред тешког мучења од стране полицијских агената, из Београда, Новог Сада и Крагујевца, међу којима су били Никола Губарев, Ђорђе Космајац, Светозар Вујковић и Бошко Бећаревић, који је и водио њихов случај, они су упорно одбијали да било шта проговоре. Цана је била суочена са Животом Ђурђевићем, који је пред агентима саветовао да и она призна и почне да сарађује, али је она тврдила да га не познаје. Полицијско мучење настављено је и касније — Цана и Крсто су још страшније пребијани и мучени жеђу, али и даље ништа нису признали. Због „херојског држања пред класним непријатељем“ они су једини носиоци, мало познатог, Партијског признања „Херој ћутања“.
Из Крагујевца су пребачени у Београд, најпре у затвор Окружног суда, а потом у истражном затвору Државног суда за заштиту државе на Ади Циганлији. Тамо су септембра 1937. учествовали у штрајку затвореника, због полицијске тортуре над инжењером Владимиром Кристаном, који је од последица батина ослепео. Током боравка у затвору на Ади Циганлији, била је затворена са комунисткињом др Браином Фос, са којом се спријатељила. Цана и Крсто Попивода су пред Државни суд за заштиту државе изведени 21. јануара 1938. са још 29 оптужених, а бранио их је адвокат Селимир Јевтић. Пресуда је донета 9. фебруара и они су осуђени на две године затвора, док је половина осталих оптужених била ослобођена.
Затворску казну, у коју је био урачунат и шестомесечни боравак у истражном затвору, издржала је у женском одељењу затвора у Пожаревцу. Заједно са Цаном, у затвору су тада боравиле и друге политичке затворенице-комунисткиње — Славка Тасић, Јелена Михаиловић, Зора Николић, Анка Гржетић и др. Убрзо по доласку у затвор, учествовала је у успешном тродневном штрајку затвореница, априла 1938. године. Из затвора је пуштена јула 1939. године.

### Револуционарни рад 1939—1941.
После изласка из затвора, Цана је протерана у родни Лазаревац, где се задржала краће време, а потом је илегално отишла у Београд. Током њеног боравка у затвору, почетком 1938, обновљен је рад Покрајинског комитета КПЈ за Србију, чији је секретар био Александар Ранковић. Одмах по доласку у Београд, била је кооптирана у ново чланство ПК КПЈ за Србију и наставила партијску и револуционарну активност. Заједно са Миланом Мијалковићем, крајем 1939. и почетком 1940, четири месеца је боравила на подручју Крагујевца и учествовала у обнављању рада Обласног комитета КПЈ за Крагујевац. Потом је у периоду до октобра 1940. учествовала на више окружних партијских конференција у Чачку, Крушевцу, Зајечару и другим местима, где су бирана нова руководства. Маја 1940. учествовала је з Београду на Петој покрајинској конференцији ПК КПЈ за Србију, на којој је изабрана у чланство Секретаријата Покрајинског комитета и делегата за Пету конференцију КПЈ.
На Петој земаљској конференцији КПЈ, одржаној октобра 1940. у Дубрави, код Загреба, бирана је најпре у Радно председништво, а потом за члана Централног комитета КПЈ. Као члан Централног комитета, активно је радила на спровођењу одлука донетих на Конференцији. Фебруара 1941, у одсуству Александра Ранковића, који је био повучен на партијски рад у Загреб, вршила је дужност секретара Покрајинског комитета КПЈ за Србију. На седници Покрајинског комитета, одржаној 21. фебруара 1941. на Чукарици, којој је присуствовао и генерални секретар КПЈ Јосип Броз Тито, поднела је Реферат о организационом стању КПЈ у Србији. У овом периоду становала је у Београду, у Шуматовачкој улици и активно сарађивала са члановима Месног комитета КПЈ за Београд. Такође, њен стан је био један од главних пунктова ПК КПЈ за Србију и место где су често одржавани састанци.
Активно је учествовала у демонстрацијама 27. марта 1941. у Београду, на којима је осуђено приступање Краљевине Југославије Тројном пакту и пружена подршка војном пучу. Цана је тада говорила окупљеним радницима код Вуковог споменика и на Академском тргу (данас Студентски трг). Два дана потом, 29. марта 1941. учествовала је на седници ПК КПЈ за Србију, одржаној на Бановом брду, којој је присуствовао и генерални секретар КПЈ Јосип Броз Тито и на којој је дата оцена стања у земљи и план даљег деловања.

### Народноослободилачка борба 1941—1942.
Почетак Априлског рата, 6. априла 1941. затекао је у бомбардованом Београду. Истог дана учествовала је на састанку чланова Покрајинског комитета КПЈ за Србију и Месног комитета КПЈ за Београд, на коме је одлучено да се део чланства упути у разне крајеве Србије и Црне Горе, с циљем да учествује у одбрани земље, а да други део чланства остане у Београду, али да док траје бомбардовање пређе на периферију. Заједно са групом чланова ПК и МК упутила се у село Поповић, испод Космаја, где је неколико дана боравила у кући учитеља Милорада Марковића. За време боравка у Поповићу, неколико пута је одлазила у Београд, где се састајала с члановима КПЈ који су остали тамо.
После немачке окупације Београда, Цана се са групом другова вратила у град и почела са радом на окупљању партијских кадрова и организовањем новог начина деловања под окупацијом. Половином априла 1941. учествовала је на састанку ПК КПЈ за Србију, на ком је расправљано о новонасталој ситуацији и даљем деловању. Тада је укључена у рад Агитпропа и Војног комитета, који су били формирани при ПК КПЈ за Србију. Почетком маја 1941. учествовала је у Загребу на саветовању чланова ЦК КПЈ, на ком су дате смернице за даљи рад на припремама за оружани отпор непријатељу. Цанина активност, по повратку у Београд, била је веома жива — као члан Агитпропа бринула је за рад илегалне штампарије ПК КПЈ за Србију и радила на организовању курирске мреже којом су партијски материјали упућивани у унутрашњост (њен лични курир била је Зага Маливук); одржавала је везе са окружним комитетима Чачка и Крагујевца, за чији је рад била задужена при ПК; заједно са још неким члановима ПК састајала се са лидерима опозиционих странака око њиховог укључивања у Народноослободилачки покрет (НОП) и др.
Њена активност након немачког напада на Совјетски Савез, 22. јуна 1941. била је искључиво усмерена на организовање оружане борбе. Крајем јула 1941, заједно са Ђуром Стругаром, Милошем Матијевићем и Ненадом Парентом, организовала је успешну акцију спасавања Александра Ранковића из болнице у Видинској улици (данас Улица Џорџа Вашингтона). Упоредо са активношћу у граду, сарађивала је и са члановима ЦК КПЈ и генералним секретаром КПЈ Јосипом Брозом Титом, који су тада боравили у Београду, на припремању и организовању оружаног устанка у Србији. Успела је да преко, једне чланице КПЈ, ступи у контакт са Јанком Јанковићем, шефом картотеке Специјалне полиције, преко кога је добијала значајне информације. То је било веома корисно у време „септембарске провале“ у партијску организацију Београда, која је настала хапшењем Ратка Митровића Шиље и његовим слабим држањем пред полицијом.
У полицијској провали, током септембра и октобра 1941, разбијен је читав Месни комитет КПЈ за Београд и ухапшен велики број чланова КПЈ. Цана се тада налазила у тешкој ситуацији, јер се морала даноноћно крити од полиције. Након Титове оцене „да се из Београда више не може руководити устанком“ и позива члановима ПК КПЈ за Србију да пређу на ослобођену територију, половином новембра 1941, с групом другова у којој су били Милентије Поповић, Анђа Ранковић, Буба Милосављевић, Вера Димитријевић и Лепа Жујовић, напустила је Београд. Преко Аранђеловца, Тополе, Рудника и Чачка, стигла је до ослобођеног Ужица, у ком се тада налазио ЦК КПЈ и Врховни штаб и које је тада било центар ослобођене територије тзв „Ужичке републике“. Убрзо по њеном доласку, Ужице су заузели Немци, а партизани су се повукли ка Санџаку. У периоду од децембра 1941. до краја јануара 1942. боравила је у ослобођеној Новој Вароши, где се налазио и већи број руководећих кадрова КПЈ из Србије. Овде је радила на реорганизацији партизанских јединица, које су се повукле из Србије, као и на решавању бројних проблема војно-позадинске природе. Због нове офанзиве, заједно са партизанским јединицама прешла је  у Босну и дошла у Чајниче, где је 1. марта 1942. формирана Друга пролетерска ударна бригада, у којој је примила дужност заменика политичког комесара и партијског руководиоца.
Са Другом пролетерском бригадом, Цана је, до средине августа 1942, прешла борбени пут од Чајнича, преко источне Босне, Црне Горе и Херцеговине до Купрешког поља. У току тешких борби бригаде, на сектору Гацка, јуна 1942, организовала је евакуацију рањеника из села Изгора. Била је учесник састанка Врховног штаба са Штабовима пролетерских бригада, 20. јуна 1942. на ком је донета одлука о походу у западну Босну. Након битке на Купресу, августа 1942, у којој је и сама учествовала, повучена је из бригаде и тада је прешла на политички рад у ЦК КПЈ, где се бавила радом на организовању Антифашистичког фронта жена (АФЖ).
Заједно са Врховним штабом и ЦК КПЈ боравила је у Гламочу, Млиништу, Оштрељу, Бихаћу и Босанском Петровцу. Била је чланица Иницијативног одбора АФЖ и иницијатор писма које је ЦК КПЈ упутио партијским организацијама обавештавајући их о сазивању Прве земаљске конференције жена. На овом раду активно је сарађивала са Миром Морачом и Вандом Новосел. У ослобођеном Бихаћу 26. и 27. новембра 1942. учествовала је као делегат на Првом заседању Антифашистичког већа народног ослобођења Југославије (АВНОЈ). Убрзо потом, у ослобођеном Босанском Петровцу организовала је Прву земаљску конференцију жена Југославије, која је одржана од 6. до 8. децембра 1942. године. На овој Конференцији створен је Антифашистички фронт жена (АФЖ), који је постао масовна антифашистичка организација. На Конференцији је поднела Реферат о организационим питањима АФЖ и била изабрана за секретара Главног одбора АФЖ, док је за председницу изабрана Ката Пејновић. У Босанском Петровцу остала је до средине јануара 1943, када је због отпочињања нове офанзиве морала, заједно са Врховним штабом, кренула ка југу.

### Народноослободилачка борба 1943—1945.
У току Четврте непријатељске офанзиве, од јануара до марта 1943, заједно са члановима Врховног штаба, Централног комитета КПЈ, Извршног одбора АВНОЈ-а, Централног одбора УСАОЈ-а и Главног одбора АФЖ-а, под тешким борбама кретала се од Босанске крајине до Неретве. Групу истакнутих руководилаца Народноослободилачког покрета, у којој је била и Цана, предводио је Михаило Швабић, члан Бироа ЦК СКОЈ. По завршетку офанзиве, упућена је у Прву пролетерску дивизију, која је имала задатак да се пробије у Србију. Због отпочињања нове — Пете непријатељске офанзиве, од овог плана се одустало и Цана са Првом дивизијом прошла кроз најтеже борбе на Сутјесци. Августа 1943. одлуком Врховног штаба упућена је на подручје Лике и Далматинске Загоре, где је политички радила са женама. Заједно са већницима Хрватске и Словеније, крајем новембра 1943. дошла је у ослобођено Јајце, где је присуствовала Другом заседању АВНОЈ-а, на ком је изабрана за члана Председништва АВНОЈ-а.
У Јајцу се задржала до марта 1944, кад је упућена у Далмацију, са задатком да на подручју на којој је деловао Осми далматински корпус политички делује у раду са народом, а првенствено женама. Тамо је са Душком Бркићем и Јаковом Блажевићем учествовала на састанцима и конференцијама — партијских организација, Штабова бригада и дивизија, Народноослободилачких одбора и др. Крајем априла 1944. прешла је у ослобођени Дрвар, где је до немачког десанта, 25. маја 1944., радила у редакцији листа Нова Југославија. У току десанта, налазила се заједно са члановима Врховног штаба и ЦК КПЈ, с којима је потом авионом пребачена из Купрешког поља за Бари, а одатле на острво Вис. Јуна 1944. присуствовала је састанку Јосипа Броза Тита са члановима ПК КПЈ и Главног штаба НОВ и ПО Србије, на коме је одлучено да се група војно-политичких руководилаца НОП пребаци на ослобођену територију јужне Србије и тамо ради на даљем јачању оружне борбе.
Почетком јула 1944, заједно с групом истакнутих руководилаца, међу којима су били Благоје Нешковић, Мома Марковић, Коча Поповић и др, бродом је пребачена у Бари, а одатле авионом у село Косанчић, код Бојника. На терену јужне Србије, активно је политички радила на стварању и јачању организација Народноослободилачког покрета, као и припремама за оснивање Антифашистичке скупштине народног ослобођења Србије (АСНОС). У августу 1944. кооптирана је у чланство обновљеног Главног Народноослободилачког одбора Србије. После продора јединица НОВЈ у Србију и борби за њено ослобођење, чланови војно-политичког руководства Србије, међу којима је била и Цана, стално су мењали своје средиште — боравили су најпре у Нишкој Бањи, Аранђеловцу, Крагујевцу и на крају у ослобођеном Београду. Овде се након четири године, сусрела са браћом Животом и Бошком и сестром Радмилом. Убрзо потом, из Совјетског Савеза вратио се њен тринаестогодишњи син Владимир.
Новембра 1944. учествовала је у заседању Велике антифашистичке скупштине народног ослобођења Србије, одржане у Београду. Потом је учествовала је у организовању Главног одбора Антифашистичког фронта жена Србије, на чијем је заседању 28. јануара 1945. изабрана за прву потпредседницу ове организације. Маја 1945. учествовала је на Оснивачком конгресу Комунистичке партије Србије, када је изабрана за члана Централног комитета и председницу Кадровске комисије при ЦК.

### Послератни период
После ослобођења Југославије, Спасенија Цана Бабовић обављала је разне одговорне друштвено-политичке функције у Социјалистичкој Републици Србији и Социјалистичкој Федеративној Републици Југославији:
- Државне функције:

Од 1946. до 1963. била је министар у Влади Народне Републике Србије, односно Извршном већу Народне скупштине НР Србије. У Влади Благоја Нешковића, од 1946. до 1948, била је министар рада, а у Првој и Другој Влади Петра Стамболића, од 1948. до 1953. министар здравља. У периоду од 1953. до 1963. била је потпредседница Извршног већа, чији су председници били Јован Веселинов, Милош Минић и Слободан Пенезић Крцун.
За народног посланика Народне скупштине НР Србије и Савезне народне скупштине бирана је у периоду од 1945. до 1963. године. После одласка у пензију 1963. године, наставила је да буде све до смрти — члан Савета федерације, од 1963. и члан Председништва СР Србије, од 1974. године.
- Друштвене функције:

Била је оснивач и прва потпредседница Главног одбора Антифашистичког фронта жена Србије (АФЖ), председница Централног одбора Антифашистичког фронта жена Југославије, чланица Председништва Главног одбора Социјалистичког савеза радног народа Србије и Савезног одбора Социјалистичког савеза радног народа Југославије (ССРНЈ), чланица Савезног одбора Савеза удружења бораца Народноослободилачког рата Југославије, чланица Републичког одбора СУБНОР-а Србије и председница Фонда „Драгојло Дудић“ при СУБНОР Србије.
- Политичке функције:

Члан Централног комитета Савеза комуниста Југославије, била је од 1940. до 1969. године — бирана је на Петој земаљској конференцији (1940), Петом (1948), Шестом (1952), Седмом (1958) и Осмом конгресу СКЈ (1964). Члан Централног комитета Савеза комуниста Србије, била је од 1939. до 1968. године — у чланство Покрајинског комитета КПЈ за Србију кооптирана је 1939. (од ПК КПЈ за Србију маја 1945. формирана је КП Србије), а за члана Централног комитета бирана је на Првом (1945), Другом (1949), Трећем (1954), Четвртом (1959) и Петом конгресу СКС (1965). Од 1945. до 1949. била је председница Кадровске комисије при ЦК КП Србије, а извесно време и члан Извршног комитета ЦК СК Србије.
Године 1963. отишла је у пензију и повукла се из активног политичког живота, али је као истакнути „револуционар и политички радник“ наставила да буде важна личност у политичком животу Србије. Године 1966, након Четвртог пленума ЦК СКЈ и смењивања Александра Ранковића са свих државних и партијских функција, Цана је 16. септембра 1966. на Шестој седници Централног комитета Савеза комуниста Србије дала предлог да се Ранковић искључи из чланства Савеза комуниста Југославије. Овај предлог прихватио је ЦК СКЈ и то је учињено октобра исте године.
Од 8. до 12. октобра 1972. била је учесница неколико састанака које је Јосип Броз Тито одржао са највишим руководством Савеза комуниста Србије и Социјалистичке Републике Србије. На овим састанцима осуђена је политика коју је водио део руководства СК Србије, а убрзо потом његови челни људи — Марко Никезић и Латинка Перовић поднели су оставке. Као и 1966, Цана је и овај пут стала на страну политичке линије коју је предводио Јосип Броз Тито.

### Смрт
Као последица вишегодишњег напорног илегалног партијског рада, стравичног мучења у полицији 1937, као и напора током Народноослободилачког рата, здравље Цане Бабовић је почело да попушта. Најпре је 1969. имала инфаркт, а 1975. је оболела од рака бубрега. Са овом опаком болешћу борила се све до пред крај 1977. године. Умрла је 17. децембра 1977. на Војномедицинској академији (ВМА) у Београду.
Поводом њене смрти, највише друштвено-политичке организације Социјалистичке Републике Србије, међу којима — ЦК СК Србије, Председништво СР Србије, Скупштина СР Србије, ССРН Србије и СУБНОР Србије издале су заједничко саопштење. Ковчег, са њеним посмртним остацима, био је изложен у Великој сали зграде Председништва СР Србије, где су јој почаст одавале бројне делегације, као и грађани у мимоходу. Дан њене сахране, 20. децембар 1977, Извршно веће Скупштине СР Србије прогласило је за Дан жалости на територији СР Србије. Уз највише државне и војне почасти, сахрањена је у централном делу Алеје заслужних грађана на Новом гробљу у Београду.
О свом револуционарном раду објавила је неколико чланака, али никада није желела да напише мемоаре. У осмој књизи Годишњака града Београда из 1961. написала је чланак Из првих дана народноослободилачке борбе у Београду, а у другој књизи Прилога за историју социјализма из 1970. написала је чланак Сећања на предратне дане. Године 1977. Институт за изучавање радничког покрета Србије из Београда, објавио је књигу Сећања другарице Спасеније Цане Бабовић на људе и збивања пре и у току НОБ-а, која је настала на основу њених рукописа.

## Одликовања и признања
За свој револуционарни, ратни и друштвено-политички рад, Цана Бабовић награђена је многим признањима, као и иностраним и југословенским одликовањима. Због „херојског држања пред класним непријатељем“ она и Крсто Попивода, једини су носиоци мало познатог партијског признања Херој ћутања, које су добили од Комунистичке партије Југославије, јер упркос окрутних мучења нису одавали информације о илегалном партијском раду. Такође, била је добитник Повеље Црвени барјак слободе Скупштина општине Крагујевац, Златне плакете Скупштине општине Лазаревац, Повеље Против насиља и рата и за мир у свету Скупштине општине Краљево и др.
Носилац је Партизанске споменице 1941. и других југословенских одликовања, међу којима су — Орден југословенске заставе с лентом (одликована 13. марта 1968), Орден народног ослобођења (одликована 26. фебруара 1945), Орден Републике са златним венцем, Орден заслуга за народ са златним венцем, Орден братства и јединства са златним венцем (одликована 2. јуна 1947), Орден заслуга за народ са сребрним зрацима и Орден за храброст (одликована 2. јуна 1947).
Председник СФРЈ Јосип Броз Тито одликовао је са три највиша југословенска одликовања — Орденом народног хероја одликована је 5. јула 1952. за заслуге у Народноослободилачкој борби; Орденом јунака социјалистичког рада одликована је 3. јула 1963. за заслуге у изградњи социјалистичке и самоуправне Југославије и Орденом југословенске звезде с лентом одликована је 25. марта 1977. поводом 70. рођендана.
Њено име носи дванаест улица, међу којима су улице у Бачкој Паланци, Врању, Врбасу, Крагујевцу, Пожаревцу и Смедереву.